# Odostomia beringi
Odostomia beringi är en snäckart som beskrevs av Dall 1871. Odostomia beringi ingår i släktet Odostomia och familjen Pyramidellidae. Inga underarter finns listade i Catalogue of Life.